# Ictalurus mexicanus
Ictalurus mexicanus är en fiskart som först beskrevs av Meek, 1904.  Ictalurus mexicanus ingår i släktet Ictalurus och familjen Ictaluridae. IUCN kategoriserar arten globalt som sårbar. Inga underarter finns listade i Catalogue of Life.